# 1304
Il 1304 (MCCCIV in numeri romani) è un anno bisestile del XIV secolo.

## Eventi
- Dante Alighieri inizia la stesura del Convivium.
- La chiesa di San Bartolo a Cintoia, Firenze, è ricostruita.

## Nati
- 16 febbraio - Jayaatu Khan, imperatore cinese († 1332)
- 24 febbraio - Ibn Baṭṭūṭa, viaggiatore, storico e giurista berbero
- 9 aprile - Venturino da Bergamo, religioso italiano († 1346)
- 6 giugno - Francesco Albergotti, giurista italiano († 1376)
- 20 luglio - Francesco Petrarca, scrittore, poeta e filosofo italiano († 1374)
- Francesco Bevilacqua, giurista e ambasciatore italiano († 1368)
- Giovanni Colombini, mercante italiano († 1367)
- Günther XXI di Schwarzburg, sovrano tedesco († 1349)
- Luigi I di Fiandra, conte († 1346)
- Marco da Viterbo, cardinale e francescano italiano († 1369)
- Guido Sette, arcivescovo italiano († 1367)
- Tommaso II di Saluzzo, marchese italiano († 1357)
- Giovanna di Valois, nobile francese († 1363)
- Giovanni Visconti da Oleggio, politico italiano († 1366)
- Giovanni d'Aragona, arcivescovo cattolico spagnolo († 1334)
- Ludwig van Kempen, cantore fiammingo († 1361)

## Morti
- 15 gennaio - Giacomo l'Elemosiniere, beato italiano
- 7 marzo - Bartolomeo I della Scala, condottiero italiano (n. 1270)
- 15 marzo - Robert Bruce, VI signore di Annandale, nobile e cavaliere medievale scozzese (n. 1243)
- 11 aprile - Matilde de Lacy, nobile irlandese (n. 1230)
- 27 aprile - Pietro Armengol, religioso spagnolo (n. 1238)
- 11 maggio - Ghazan Khan, sovrano mongolo (n. 1271)
- 23 maggio - Jehan de Lescurel, poeta e compositore francese
- 1º giugno - Giovanni Pelingotto, religioso italiano (n. 1240)
- 6 giugno - Abu Sa'id Uthman I, sovrano
- 11 giugno - Alberto di Löwenstein-Schenkenberg, nobile austriaco
- 7 luglio - Papa Benedetto XI, papa, vescovo cattolico e cardinale italiano (n. 1240)
- 27 luglio - Andrea III di Vladimir, sovrano russo (n. 1260)
- 1º agosto - Pierre de Lamanon, vescovo cattolico francese
- 17 agosto - Go-Fukakusa, imperatore giapponese (n. 1243)
- 22 agosto - Giovanni I di Hainaut, nobile olandese (n. 1247)
- 4 settembre - Enrico II di Rodez, nobile francese
- 5 settembre - Rüdiger Manesse, politico svizzero
- 28 settembre - Elisabetta di Kalisz, nobile tedesca (n. 1263)
- 29 settembre - Agnese di Brandeburgo, regina danese (n. 1257)
- 29 settembre - Giovanni de Warenne, VI conte di Surrey, nobile e militare britannico (n. 1231)
- 11 ottobre - Corrado II di Slesia, patriarca cattolico tedesco (n. 1260)
- 1º novembre - Ranieri dal Borgo, religioso italiano
- 23 dicembre - Matilde d'Asburgo, duchessa (n. 1253)
- Giovanni d'Arborea, sovrano
- William Marsfeld, cardinale e teologo inglese
- Gianciotto Malatesta, politico e condottiero italiano
- Mladen I Šubić, nobile croato
- Riccardo II Orsini, nobile italiano (n. 1250)
- Pietro da Treia, beato italiano (n. 1227)
- Guido di Lusignano, cavaliere medievale francese (n. 1275)
- Jacob ben Machir ibn Tibbon, astronomo, medico e traduttore francese (n. 1236)

## Calendario
| Calendario 1304 | Calendario 1304 | Calendario 1304 | Calendario 1304 | Calendario 1304 | Calendario 1304 | Calendario 1304 | Calendario 1304 | Calendario 1304 | Calendario 1304 | Calendario 1304 | Calendario 1304 | Calendario 1304 | Calendario 1304 | Calendario 1304 | Calendario 1304 | Calendario 1304 | Calendario 1304 | Calendario 1304 | Calendario 1304 | Calendario 1304 | Calendario 1304 | Calendario 1304 | Calendario 1304 | Calendario 1304 | Calendario 1304 | Calendario 1304 | Calendario 1304 | Calendario 1304 | Calendario 1304 | Calendario 1304 | Calendario 1304 | Calendario 1304 |
| --------------- | --------------- | --------------- | --------------- | --------------- | --------------- | --------------- | --------------- | --------------- | --------------- | --------------- | --------------- | --------------- | --------------- | --------------- | --------------- | --------------- | --------------- | --------------- | --------------- | --------------- | --------------- | --------------- | --------------- | --------------- | --------------- | --------------- | --------------- | --------------- | --------------- | --------------- | --------------- | --------------- |
|                 | 1               | 2               | 3               | 4               | 5               | 6               | 7               | 8               | 9               | 10              | 11              | 12              | 13              | 14              | 15              | 16              | 17              | 18              | 19              | 20              | 21              | 22              | 23              | 24              | 25              | 26              | 27              | 28              | 29              | 30              | 31              |                 |
| Gennaio         | Me              | Gi              | Ve              | Sa              | Do              | Lu              | Ma              | Me              | Gi              | Ve              | Sa              | Do              | Lu              | Ma              | Me              | Gi              | Ve              | Sa              | Do              | Lu              | Ma              | Me              | Gi              | Ve              | Sa              | Do              | Lu              | Ma              | Me              | Gi              | Ve              |                 |
| Febbraio        | Sa              | Do              | Lu              | Ma              | Me              | Gi              | Ve              | Sa              | Do              | Lu              | Ma              | Me              | Gi              | Ve              | Sa              | Do              | Lu              | Ma              | Me              | Gi              | Ve              | Sa              | Do              | Lu              | Ma              | Me              | Gi              | Ve              | Sa              |                 |                 |                 |
| Marzo           | Do              | Lu              | Ma              | Me              | Gi              | Ve              | Sa              | Do              | Lu              | Ma              | Me              | Gi              | Ve              | Sa              | Do              | Lu              | Ma              | Me              | Gi              | Ve              | Sa              | Do              | Lu              | Ma              | Me              | Gi              | Ve              | Sa              | Do              | Lu              | Ma              |                 |
| Aprile          | Me              | Gi              | Ve              | Sa              | Do              | Lu              | Ma              | Me              | Gi              | Ve              | Sa              | Do              | Lu              | Ma              | Me              | Gi              | Ve              | Sa              | Do              | Lu              | Ma              | Me              | Gi              | Ve              | Sa              | Do              | Lu              | Ma              | Me              | Gi              |                 |                 |
| Maggio          | Ve              | Sa              | Do              | Lu              | Ma              | Me              | Gi              | Ve              | Sa              | Do              | Lu              | Ma              | Me              | Gi              | Ve              | Sa              | Do              | Lu              | Ma              | Me              | Gi              | Ve              | Sa              | Do              | Lu              | Ma              | Me              | Gi              | Ve              | Sa              | Do              |                 |
| Giugno          | Lu              | Ma              | Me              | Gi              | Ve              | Sa              | Do              | Lu              | Ma              | Me              | Gi              | Ve              | Sa              | Do              | Lu              | Ma              | Me              | Gi              | Ve              | Sa              | Do              | Lu              | Ma              | Me              | Gi              | Ve              | Sa              | Do              | Lu              | Ma              |                 |                 |
| Luglio          | Me              | Gi              | Ve              | Sa              | Do              | Lu              | Ma              | Me              | Gi              | Ve              | Sa              | Do              | Lu              | Ma              | Me              | Gi              | Ve              | Sa              | Do              | Lu              | Ma              | Me              | Gi              | Ve              | Sa              | Do              | Lu              | Ma              | Me              | Gi              | Ve              |                 |
| Agosto          | Sa              | Do              | Lu              | Ma              | Me              | Gi              | Ve              | Sa              | Do              | Lu              | Ma              | Me              | Gi              | Ve              | Sa              | Do              | Lu              | Ma              | Me              | Gi              | Ve              | Sa              | Do              | Lu              | Ma              | Me              | Gi              | Ve              | Sa              | Do              | Lu              |                 |
| Settembre       | Ma              | Me              | Gi              | Ve              | Sa              | Do              | Lu              | Ma              | Me              | Gi              | Ve              | Sa              | Do              | Lu              | Ma              | Me              | Gi              | Ve              | Sa              | Do              | Lu              | Ma              | Me              | Gi              | Ve              | Sa              | Do              | Lu              | Ma              | Me              |                 |                 |
| Ottobre         | Gi              | Ve              | Sa              | Do              | Lu              | Ma              | Me              | Gi              | Ve              | Sa              | Do              | Lu              | Ma              | Me              | Gi              | Ve              | Sa              | Do              | Lu              | Ma              | Me              | Gi              | Ve              | Sa              | Do              | Lu              | Ma              | Me              | Gi              | Ve              | Sa              |                 |
| Novembre        | Do              | Lu              | Ma              | Me              | Gi              | Ve              | Sa              | Do              | Lu              | Ma              | Me              | Gi              | Ve              | Sa              | Do              | Lu              | Ma              | Me              | Gi              | Ve              | Sa              | Do              | Lu              | Ma              | Me              | Gi              | Ve              | Sa              | Do              | Lu              |                 |                 |
| Dicembre        | Ma              | Me              | Gi              | Ve              | Sa              | Do              | Lu              | Ma              | Me              | Gi              | Ve              | Sa              | Do              | Lu              | Ma              | Me              | Gi              | Ve              | Sa              | Do              | Lu              | Ma              | Me              | Gi              | Ve              | Sa              | Do              | Lu              | Ma              | Me              | Gi              |                 |